# Lise-Marie Morerod
Lise-Marie Morerod (* 16. April 1956 in Ormont-Dessus) ist eine ehemalige Schweizer Skirennfahrerin. Sie gehörte in den 1970er Jahren zu den erfolgreichsten Athletinnen in den Disziplinen Riesenslalom und Slalom.

## Biografie
Lise-Marie Morerods Vater war Bauer und Friedensrichter in Vers-l’Église bei Les Diablerets, ihre Mutter stammte aus Calvisson. Morerod hat drei Brüder und eine Schwester. 
Mit ca. 12 Jahren fuhr sie die ersten Skirennen. Ihr erster Förderer war Jean-François Maison, welcher ihre technischen Fähigkeiten schon 1967 erkannte. Er besorgte ihr nicht nur besseres Material, sondern war auch ihr erster Trainer. Zudem fuhr er mit ihr auch an diverse Jugendrennen und war massgeblich an ihrem sportlichen Aufstieg beteiligt.
1972 gewann Morerod bei den ersten Junioreneuropameisterschaften in Madonna di Campiglio die Silbermedaille im Riesenslalom. Im selben Jahr wurde sie Schweizer Meisterin im Riesenslalom. Sie schlug dabei Marie-Theres Nadig, welche kurz zuvor in Sapporo Doppel-Olympiasiegerin in der Abfahrt und im Riesenslalom geworden war. Es folgten auch die ersten Einsätze im Skiweltcup.
Wenngleich sie als damals noch unbekannte Läuferin am 6. Januar 1974 Zweite im Riesenslalom in Pfronten geworden war und diese Platzierung beim Riesenslalom am 25. Januar 1974 in Bad Gastein wiederholt hatte, war es eine Überraschung, dass sie bei den Skiweltmeisterschaften 1974 in St. Moritz Dritte im Slalom wurde (wobei ihre Startnummer 39 auch weit entfernt von den Elitefahrerinnen war). Dies war bei diesen Weltmeisterschaften die einzige Medaille für das Gastgeberland. 1975 gewann sie in Garmisch-Partenkirchen ihr erstes Weltcuprennen. Bei den Olympischen Spielen 1976 in Innsbruck wurde sie Vierte im Riesenslalom und schied im Slalom aus. Im Gesamtweltcup belegte sie hinter Rosi Mittermaier den zweiten Rang. 
Die Saison 1976/77 begann sie mit zwei Slalomsiegen bei den nicht zum Weltcup zählenden World Series of Skiing: Am 30. November 1976 in Aprica und am 4. Dezember in St. Moritz (dort war es ein Parallelslalom). In der Folge gewann sie, beginnend mit dem Slalom von Val-d’Isère am 9. Dezember 1976, insgesamt acht Weltcuprennen und wurde die erste Schweizer Gesamtweltcupsiegerin. Sie entschied zudem die Disziplinenwertungen im Slalom und Riesenslalom für sich.
Nochmals bei den World Series war Morerod am 3. Dezember 1977 in Montgenèvre erfolgreich, als sie einen Parallelslalom gewann. Bei den Skiweltmeisterschaften 1978 in Garmisch-Partenkirchen wurde sie Zweite im Riesenslalom, nur 0,05 Sekunden hinter Maria Epple. Im Weltcup-Gesamtklassement belegte sie den dritten Schlussrang. Sie gewann in jenem Jahr zum dritten Mal in Folge den Riesenslalom-Weltcup. Insgesamt erreichte sie 24 Weltcupsiege (10 im Slalom und 14 im Riesenslalom).
Am 22. Juli 1978 wurde sie bei einem Autounfall bei Vernayaz schwer verletzt. Sie erlitt einen 14-fachen Beckenbruch, zwei gebrochene Halswirbel und diverse andere Knochenbrüche sowie schwere Kopfverletzungen. Sie lag drei Wochen im Koma und konnte das Krankenhaus erst nach sechs Monaten wieder verlassen. In der Saison 1979/80 startete sie wieder im Weltcup. Sie konnte nicht mehr an ihre Leistungen vor dem Unfall anknüpfen. Ihre beste Platzierung war ein 11. Rang im Riesenslalom von Megève. Die Qualifikation für die Olympischen Winterspiele in Lake Placid verpasste sie knapp. Nach Abschluss der Saison beendete sie auf Anraten ihrer Ärzte ihre Karriere als Spitzensportlerin.

## Erfolge

### Olympische Spiele
- Innsbruck 1976: 4. Riesenslalom

### Weltmeisterschaften
- St. Moritz 1974: 3. Slalom
- Garmisch-Partenkirchen 1978: 2. Riesenslalom, 7. Slalom

### Weltcupwertungen
Lise-Marie Morerod gewann in der Saison 1976/77 den Gesamtweltcup. Hinzu kommen fünf Siege in Disziplinenwertungen (dreimal Riesenslalom, zweimal Slalom).
| Saison  | Gesamt | Gesamt | Riesenslalom | Riesenslalom | Slalom | Slalom |
| Saison  | Platz  | Punkte | Platz        | Punkte       | Platz  | Punkte |
| ------- | ------ | ------ | ------------ | ------------ | ------ | ------ |
| 1972/73 | 33.    | 10     | 19.          | 10           | –      | –      |
| 1973/74 | 8.     | 77     | 4.           | 55           | 9.     | 22     |
| 1974/75 | 7.     | 141    | 4.           | 53           | 1.     | 95     |
| 1975/76 | 2.     | 214    | 1.           | 120          | 2.     | 90     |
| 1976/77 | 1.     | 319    | 1.           | 125          | 1.     | 106    |
| 1977/78 | 3.     | 135    | 1.           | 115          | 4.     | 71     |
| 1979/80 | 59.    | 5      | 28.          | 5            | –      | –      |

### Weltcupsiege
Insgesamt hat Lise-Marie Morerod 24 Weltcuprennen gewonnen (14 Riesenslaloms, 10 Slaloms). Dazu kommen 11 zweite Plätze und 6 dritte Plätze.
| Datum            | Ort               | Land        |
| ---------------- | ----------------- | ----------- |
| 13. März 1975    | Sun Valley        | USA         |
| 4. Dezember 1975 | Val-d’Isère       | Frankreich  |
| 15. Januar 1976  | Les Gets          | Frankreich  |
| 25. Januar 1976  | Kranjska Gora     | Jugoslawien |
| 13. März 1976    | Aspen             | USA         |
| 9. Dezember 1976 | Val-d’Isère       | Frankreich  |
| 20. Januar 1977  | Arosa             | Schweiz     |
| 2. Februar 1977  | Maribor           | Jugoslawien |
| 6. März 1977     | Sun Valley        | USA         |
| 24. März 1977    | Sierra Nevada     | Spanien     |
| 8. Dezember 1977 | Val-d’Isère       | Frankreich  |
| 9. Januar 1978   | Les Mosses        | Schweiz     |
| 9. Februar 1978  | Megève            | Frankreich  |
| 7. März 1978     | Waterville Valley | USA         |

| Datum             | Ort                     | Land        |
| ----------------- | ----------------------- | ----------- |
| 4. Januar 1975    | Garmisch-Partenkirchen  | Deutschland |
| 29. Januar 1975   | Saint-Gervais-les-Bains | Frankreich  |
| 20. März 1975     | Gröden                  | Italien     |
| 11. Dezember 1975 | Aprica                  | Italien     |
| 12. Januar 1976   | Les Diablerets          | Schweiz     |
| 26. Januar 1976   | Kranjska Gora           | Jugoslawien |
| 16. Dezember 1976 | Cortina d’Ampezzo       | Italien     |
| 3. Januar 1977    | Oberstaufen             | Deutschland |
| 19. Januar 1977   | Schruns                 | Österreich  |
| 19. Januar 1978   | Bad Gastein             | Österreich  |

### Schweizer Meistertitel
Morerod wurde elffache Schweizer Meisterin:
- 5 × Riesenslalom: 1972, 1974, 1975, 1977, 1978
- 4 × Slalom: 1974, 1975, 1977, 1978
- 2 × Kombination: 1974, 1977